# Chris Pavone
Pour les articles homonymes, voir Pavone.
Chris Pavone, né à New York en 1968, est un écrivain américain, auteur de roman policier.

## Biographie
Il fait des études à la Midwood High School (en) avant d'entrer à l'université Cornell où il obtient un diplôme en sciences politiques. Pendant une vingtaine d'années, il travaille dans le milieu de l'édition. Il vit ensuite plusieurs années au Luxembourg, où il amorce l'écriture de son premier roman, avant de retourner à New York.
En 2012, il publie son premier roman, The Expats pour lequel il est lauréat du prix Anthony 2013 du meilleur premier roman et du Prix Edgar-Allan-Poe 2013 du meilleur premier roman.

## Œuvre

### Romans
- Les Expats, Fleuve noir, 2012 ((en) The Expats, 2012), trad. Leslie Boitelle-Tessier  (ISBN 978-2-265-09456-7)
- L'Accident, Fleuve noir, 2016 ((en) The Accident, 2014), trad. Séverine Quélet
- (en) The Travelers, 2016
- (en) The Paris Diversion, 2019
- Deux nuits à Lisbonne, Gallimard coll. « Série noire », 2023 ((en) Two Nights in Lisbon, 2022), trad. Karine LalechèreRéédition, Gallimard coll. « Folio policier » no 1021, 2024, 608 p. (ISBN 978-2-07-305502-6)
- (en) The Doorman, 2025

### Autre ouvrage
- (en) The Wine Log: A Journal and Companion, 1999

## Prix et distinctions

### Prix
- Prix Anthony 2013 du meilleur premier roman pour The Expats[1]
- Prix Edgar-Allan-Poe 2013 du meilleur premier roman pour The Expats[2]

### Nominations
- Prix Dilys 2013 pour The Expats[3]
- Prix Thriller 2023 du meilleur roman pour Two Nights in Lisbon[4]
- Prix Macavity 2023 du meilleur roman pour Two Nights in Lisbon[5]